# نويشتات أن در دوناو
نوياشتات آن در دانوب (بالألمانية: Neustadt an der Donau) هي بلدة ألمانية تقع في ألمانيا في منطقة كلهايم.